# Bang and Blame
"Bang and Blame" er en sang af det alternative rockband R.E.M., der blev udgivet som den anden single fra deres albums Monster i 1994. Det er den sidste af gruppens sange, der nåede ind i Top 20 på Billboard Hot 100, hvor den toppede som nummer 19, og det er den sidste af deres sange, der nåede nummer 1 på Modern Rock Tracks-hitlisten.
Når albumversionen af sangen er færdig med at spille følger et unavngivet instrumentalnummer med tremolo-effekter og en forstærket bas, som varer omkring 30 sekunder, før den fader ud.
Sangen var den mest succesfulde single fra gruppen i USA siden "Shiny Happy People" i 1991. Efter "Bang and Blame" formåede banden ikke få en single, der kunne matche dens succes. På trods af dette er den hverken med på In Time: The Best of R.E.M. 1988–2003 eller Part Lies, Part Heart, Part Truth, Part Garbage 1982–2011.
"Bang and Blame" blev brugt  tv-serien Cold Case i episoden "Blackout", i den danske tv-serie Charlot og Charlotte, der er instrueret af Ole Bornedal, i det britiske komediedrama My Mad Fat Diary i episoden "Not I" og i den amerikanske sæbeopera Melrose Place i episoden "No Strings Attached". Sangen blev også brugt i "Weird Al" Yankovics polkamedley "The Alternative Polka" fra hans album Bad Hair Day, der udkom i 1996. Coveret af singlen minder til dels om coveret af Nirvanas single "Pennyroyal Tea" fra 1994

## Spor
Alle sange er skrevet af Bill Berry, Peter Buck, Mike Mills og Michael Stipe.
12" og CD Maxi-single
1. "Bang and Blame"  – 4:51
2. "Losing My Religion" (live)1 – 5:24
3. "Country Feedback" (live)1 – 5:03
4. "Begin the Begin" (live)1 – 3:47

7", Kassettebånd og CD single
1. "Bang and Blame" – 4:48
2. "Bang and Blame" (instrumental version) – 4:48

1 Indspillet på 40 Watt Club, Athens, Georgia; 19. november, 1992. Koncerten var for at støtte Greenpeace, og blev optaget med et soldrevet mobilt lydstudie.

### Hitlister
| Hitliste (1994–1995)                  | Højeste placering |
| ------------------------------------- | ----------------- |
| Australian Singles Chart              | 29                |
| Canadian Singles Chart                | 1                 |
| Irish Singles Chart                   | 14                |
| UK Singles Chart                      | 15                |
| U.S. Billboard Hot 100                | 19                |
| U.S. Billboard Modern Rock Tracks     | 1                 |
| U.S. Billboard Mainstream Rock Tracks | 3                 |
| U.S. Billboard Top 40 Mainstream      | 13                |